# Nezha Bidouane
Nezha Bidouane (arab. ‏نزهة بدوان‎; ur. 18 września 1969 w Rabacie) – marokańska lekkoatletka, specjalizująca się w biegu na 400 metrów przez płotki. Trzykrotna olimpijka (1992, 2000, 2004), w tym medalistka igrzysk z Sydney.

## Osiągnięcia
- trzy medale mistrzostw świata:
  - Ateny 1997 - złoto
  - Sewilla 1999 - srebro
  - Edmonton 2001 - złoto
- cztery medale mistrzostw Afryki – w tym złoty medal na 100 metrów przez płotki
- trzy złote medale igrzysk śródziemnomorskich (1991 & 1993 & 1997)
- 1. miejsce podczas pucharu świata (Johannesburg 1998)
- brązowy medal igrzysk olimpijskich (Sydney 2000)
- złoty medal igrzysk frankofońskich (Ottawa 2001), Bidouane ma w swoim dorobku także srebrny medal tej imprezy z 1994

W 2001 jej rezultat w biegu na 400 metrów przez płotki (53,34) był najlepszym tegorocznym wynikiem na świecie.

## Rekordy życiowe
- bieg na 400 metrów przez płotki – 52,90 (1999) rekord Afryki
- bieg na 200 metrów – 23,29 (1998) rekord Maroko do 2023[a][2]
- bieg na 400 metrów – 51,67 (1998) rekord Maroko
- bieg na 60 metrów przez płotki – 8,74 (1991) były rekord Maroko